# クルーゲ賞
ジョン・W・クルーゲ賞（-しょう、John W. Kluge Prize）は2003年に創設された人文科学の賞。

## 概要
アメリカ議会図書館ジョン・W・クルーゲ・センターにより授与され、授賞式はジェファーソン・ビルディング大講堂で行われる。
創設者であるジョン・クルーゲの意向により、選考はノーベル賞の対象にならない研究分野から行われ、具体的には歴史学、哲学、政治学、人類学、社会学、宗教学・神学、言語学などが含まれる。また賞金額はノーベル賞に匹敵する。

## 受賞者一覧
| 年   | 受賞者                             | 画像 | 国籍           |
| ---- | ---------------------------------- | ---- | -------------- |
| 2003 | レシェク・コワコフスキ             |      | ポーランド     |
| 2004 | ヤロスラフ・ペリカン               |      | アメリカ合衆国 |
| 2004 | ポール・リクール                   |      | フランス       |
| 2006 | ジョン・ホープ・フランクリン       |      | アメリカ合衆国 |
| 2006 | 余英時                             |      | アメリカ合衆国 |
| 2008 | ロミラ・ターパル                   |      | インド         |
| 2008 | ピーター・ブラウン                 |      | アイルランド   |
| 2012 | フェルナンド・エンリケ・カルドーゾ |      | ブラジル       |
| 2015 | ユルゲン・ハーバーマス             |      | ドイツ         |
| 2015 | チャールズ・テイラー               |      | カナダ         |
| 2018 | ドリュー・ギルピン・ファウスト     |      | アメリカ合衆国 |
| 2020 | ダニエル・アレン                   |      | アメリカ合衆国 |
| 2022 | ジョーシ・チョーンシー             |      | アメリカ合衆国 |
| 2024 | クワメ・アンソニー・アッピア       |      | イギリス       |